# I livets navn
I livets navn (russisk: Во имя жизни) er en sovjetisk film fra 1947 af Iosif Chejfits og Aleksandr Sarkhi.

## Medvirkende
- Viktor Khokhrjakov som Vladimir Petrov
- Mikhail Kuznetsov som Aleksandr Kolesov
- Oleg Zjakov som Aleksej Rozjdestvenskij
- Klavdija Lepanova som Lena
- Ljudmila Sjabalina som Vera